# Caudan
Caudan település Franciaországban, Morbihan megyében. Lakosainak száma 7110 fő (2022. január 1.). Caudan Cléguer, Inzinzac-Lochrist, Hennebont, Lanester, Lorient, Quéven és Pont-Scorff községekkel határos.

## Népesség
A település népességének változása:
| Lakosok száma | 2686 | 5819 | 6674 | 6810 | 6747 | 6691 | 6838 | 6920 | 7091 | 7110 |
|               | 1968 | 1982 | 1990 | 2006 | 2013 | 2015 | 2017 | 2019 | 2020 | 2022 |